# Levnma merkli
Levnma merkli is een keversoort uit de familie bladkevers (Chrysomelidae). De wetenschappelijke naam van de soort is, als Martinella merkli, voor het eerst geldig gepubliceerd in 2000 door Medvedev.